# Пршездецкий, Константин
Константин Леон Михаил Пршездецкий (пол. Konstanty Przezdziecki ; 10 июня 1846, Неаполь — 10 февраля 1897, Варшава) — польский помещик, меценат искусств и наук, основатель скорой медицинской помощи в Варшаве.

## Биография
Представитель польского дворянского рода Пршездецких герба Рох III. Старший сын Александра Нарцисса Пршездецкого (1814—1871) и Марии Анны Валерии Тизенгауз (1827—1890). Имел двух младших брата Густава Кароля и сестру Хелену.
Базовое образование он получил дома, а затем получил образование во Франции и Германии. Вернулся на родину в 1881 году после смерти дяди Рейнольда Тизенгауза (1830—1881) чтобы, как последний потомок рода, унаследовать литовские владения — Поставы, Ракишки, Камаи, Солы и Тизенгауз.
В 1878—1879 годах по его заказу был построен дворец в Варшаве на улице Фоксаль. Он закончил издавать произведения Яна Длугоша, купил и подарил Библиотеке Ягеллонского университета книжную коллекцию польского историка-этнографа Жеготы Паули.
Был членом и вице-президентом Общества поощрения изобразительных искусств в Варшаве. Он сильно поддерживал инициативу по изучению королевских могил на Вавеле и сотрудничал с их реставрации. Член комитета по строительству Памятника Адаму Мицкевичу в Кракове.
Был членом-корреспондентом Познанского Общества друзей наук. Принадлежал к числу соучредителей журнала «Слово». Он возглавлял комитет и был соавтором монументального издания «Dzieł wszystkich» Яна Кохановского и добивался, чтобы члены польских семей с историческими именами участвовали в работе Комитета.
С 1892 года работал над проектом создания в Варшаве скорой помощи. Вместе с братом Густавом, который после его смерти был избран первым председателем правления, выделили 15 тысяч рублей на эту цель. В январе 1896 года он возглавил оргкомитет, а также привез в Варшаву все оборудование станции скорой помощи.
Обладая журналистскими способностями, писал фельетоны в краковской газете Czas («Время»). Все сочинения Константина Пршездецкого находятся в Ягеллонской библиотеке.
Константин Пршездецкий скончался в Варшаве 10 февраля 1897 года и похоронен в семейной часовне при церкви Святого Петра и Павла в Варшаве.

## Семья
Женился 14 июня 1870 года в Варшаве на Елизавете Изабелле Плятер-Зиберк (12 июня 1844 — 13 марта 1907), дочери графа Казимира Бартоломея Плятера-Зиберка (1808—1876) и Людвики Теодоры Элеоноры Боревич (1814—1866), от брака с которой у него было семь детей:
- Юзеф Александр Рейнольд Пршездецкий (1872—1956)
- Мария Людвика Станислава Пршездецкая (1874—1949), муж с 1898 года Пауль Пал Антон Шпарани (1873—1917)
- Хелена Анна Грацианна Пршездецкая (1875—1966), муж с 1907 года князь Константин Юзеф Мария Святополк-Четвертинский (1875—1939)
- Ян Александр Станислав Пршездецкий (1877—1944), жена с 1903 года княгиня Германция Франциска Сапега-Ружинская (1879—1947)
- Стефан Юзеф Леон Пршездецкий (1879—1932)
- Константин Габриэль Казимир Пршездецкий (1879—1966), жена с 1916 года княгиня София Мария Альбертина Любомирская (1893—1981)
- Рейнольд Франтишек Феликс Пршездецкий (1884—1955).